# مارك توريخون
مارك توريخون (بالإسبانية: Marc Torrejón) (مواليد 18 فبراير 1986 في برشلونة - إسبانيا) لاعب كرة قدم إسباني يلعب حاليا لصالح نادي الدرجة الأولى ريسينغ سانتاندر الإسباني منذ 2009 في مركز قلب الدفاع .

## روابط خارجية
- مارك توريخون على موقع قاعدة بيانات كرة القدم.إي يو (الإنجليزية)
- مارك توريخون على موقع بيانات كرة القدم. دي إي (الألمانية)
- مارك توريخون على موقع Soccerway.com (الإنجليزية)
- مارك توريخون على موقع عالم كرة القدم.نت (الإنجليزية)
- مارك توريخون على موقع كووورة
- مارك توريخون على موقع AS.com (الإسبانية)